# Rytiodus
Rytiodus è un estinto genere di Sirenide vissuto agli inizi del Miocene.
L'animale, i cui fossili sono stati ritrovati in Europa, Nordafrica e Brasile, si distingueva per la sua enorme lunghezza (6 metri, battuto solo dalla Ritina di Steller che ne raggiungeva otto) ed un muso schiacciato che gli consentiva, nonostante l'enorme lunghezza, di nutrirsi in acque costiere poco profonde. A questo scopo, il Rytiodus aveva sviluppato zanne relativamente corte, utilizzate per estrarre il cibo dal fondo sabbioso, in controtendenza con le attuali specie di Dugongo.
Nei siti brasiliani, l'animale è stato ritrovato assieme ad altri fossili di Sirenii suoi contemporanei quali Dioplotherium allisoni e Metaxytherium.